# ناتاشا لایتس
ناتاشا لیتِس (انگلیسی: Natasha Lytess؛ ۱۶ مهٔ ۱۹۱۱ – ۱۲ مهٔ ۱۹۶۳) بازیگر، نویسنده و مربی نمایش بود.

## زندگی‌نامه
لیتس که به نام ناتالیا پُستمان زاده شد و با نام تالا فورمَن نیز شناخته می‌شد، تحت نظر کارگردان ماکس راینهارت تحصیل کرده بود و در تئاتر رپرتوار نیز ایفای نقش کرده بود. گفته می‌شود که او با نویسنده برونو فرانک، که گفته می‌شود پدرِ دخترِ لیتس با نام باربارا، زادهٔ ۱۹۴۳ بوده‌است، رابطه داشته‌است.
هنگامی که نازی‌ها به قدرت رسیدند، او با توجه به اصالت یهودی خود، به ایالات متحده نقل مکان کرد و در لس آنجلس ساکن شد. او امیدوار بود که در حرفهٔ اجرای روی صحنه به موفقیت دست یابد، اما لهجه و ظاهر غیرزنانهٔ او نقش‌هایی را که می‌توانست ایفا کند، محدود می‌کرد.
از جمله نقش‌آفرینی‌های او می‌توان از فیلم‌های نظیر رفیق ایکس (۱۹۴۰)، ماه عسل پرماجرا (۱۹۴۲) و خانه‌ای در تلگراف هیل (۱۹۵۱) نام برد. اجرای او در فیلم ماه عسل پرماجرا توسط منتقد نیویورک تایمز، بازلی کرادر، مورد تمجید قرار گرفت، او گفت که لیتس «در قسمتی کوتاه به‌عنوان یک خدمتکار مجلسی یهودی با درخشش واضح و تکان‌دهنده‌ای می‌درخشد.»
در طول دوران فعالیت حرفه‌ای او به‌عنوان مربی نمایش، شاگردانش شامل میمی وان دورن، ویرجینیا لیث، و آن سوج (که ظاهراً نام هنری خود را پس از یک بحث «وحشیانه» با لیتس به دست آورد) بودند.
لیتس بیشتر به‌خاطر همکاری‌هایش با مریلین مونرو، بازیگر زن، بین سال‌های ۱۹۴۸ تا ۱۹۵۶ شناخته شده‌است. در طول مدتی که لیتس به‌عنوان مربی درام برای کلمبیا پیکچرز کار می‌کرد، آزمون نمایش مونرو به او نشان داده شد و او رئیس کلمبیا پیکچرز را متقاعد کرد که مونرو را برای یک قرارداد شش‌ماهه استخدام کند. لیتس در ۱۲ سپتامبر ۱۹۵۴ به‌عنوان مربی دراماتیک مریلین مونرو در برنامهٔ شغل من چیست ظاهر شد. بنت سرف، در فرصت حدس آزاد که قبل از شروع بازی در پنل به شرکت‌کنندگان داده شده بود، شغل او را حدس زد؛ زیرا چهرهٔ او را شناسایی کرده بود. پیش از آن که شراکت لیتس و مونرو رو به وخامت بگذارد، او در بیش از ۲۰ فیلم مربی مونرو بود. شایعه شده بود که احساسات لیتس نسبت به منرو چیزی بیش از کار حرفه‌ای بوده‌است و به گفتهٔ مونرو و سایر بازیگران زنی که زیر نظر لیتس تحصیل کرده‌اند، این احساسات به یک وسواس افراطی تبدیل شده بود. در سال ۱۹۵۶، مونرو تلگرامی به لیتس فرستاد و گفت که او دیگر به خدمات ناتاشا نیاز ندارد و این همکاری پس از بیش از هفت سال پایان یافت.

## مرگ
لیتس چهار روز قبل از تولد ۵۲ سالگی خود بر اثر سرطان در زوریخ، سوئیس درگذشت. لیندسی کروس در فیلم نورما جین و مریلین و امبت دیویتس در فیلم زندگی مخفی مریلین مونرو در نقش لیتس ایفای نقش کرده‌اند.

## فیلم‌شناسی
| سال  | عنوان                   | نقش           | یادداشت                                               |
| ---- | ----------------------- | ------------- | ----------------------------------------------------- |
| ۱۹۴۰ | رفیق ایکس               | اولگا         |                                                       |
| ۱۹۴۲ | ماه عسل پرماجرا         | آنا           |                                                       |
| ۱۹۵۱ | خانه‌ای در تلگراف هیل    | کارین درناکوا |                                                       |
| ۱۹۵۲ | هر چیزی می‌تواند رخ دهد  | مادام گرشیانی |                                                       |
| ۱۹۵۸ | خانه بازی ستارگان شلیتز | مادر          | قسمت: «قطع آمد و شد در نیمه شب»                       |
| ۱۹۶۱ | باراباس                 |               | عدم اشاره به نام در تیتراژ، (آخرین ایفای نقش در فیلم) |